# Власенко, Никита
Никита Власенко (укр. Микита Власенко; род. 20 марта 2001, Донецк) — швейцарский футболист украинского происхождения, защитник дзержинского «Арсенала».

## Карьера

### Начало карьеры
В возрасте 6 лет футболист переехал в Швейцарию и через год стал заниматься футболом. Затем футболист присоединился к академии швейцарского клуба «Лугано», где продолжал выступать на юношеском уровне. В январе 2019 года футболист на правах арендного соглашения отправился в «Ювентус», который затем в летнее межсезонье выкупил игрока за 1.8 миллиона евро. В итальянском клубе футболист продолжал выступать на юношеском и молодёжной уровнях. В сентябре 2020 года футболист на правах арендного соглашения присоединился к швейцарскому клубу «Сьон». Однако закрепиться в основной команде клуба у футболиста не получилось, единожды сыграв за вторую команду клуба. По окончании срока арендного соглашения футболист вернулся в туринский «Ювентус».

### «Эксельсиор» Роттердам
В августе 2021 года футболист на правах арендного соглашения присоединился к нидерландскому клубу «Эксельсиор» до конца сезона. Дебютировал за клуб футболист 20 августа 2021 года в матче против клуба «Волендам», выйдя на замену на 84 минуте. По итогу сезона футболист вместе с клубом завершил чемпионат на итоговом шестом месте, отправившись выступать в стадию плей-офф за право выхода в Эредивизи. По итогу раунда плей-офф футболист вместе с клубом вышли в финал, где по сумме матчей победили клуб АДО Ден Хааг, завоевав повышение в дивизионе. на протяжении сезона футболист выступал за клуб преимущественно в роли игрока замены, результативными действиями не отличившись. По окончании срока арендного соглашения футболист покинул клуб.

### «Риека»
В июле 2022 года футболист перешёл в хорватский клуб «Риека», оформив официальный трансфер. Начинал сезон футболист на скамейке запасных. Дебютировал за клуб футболист 2 сентября 2022 года в матче против загребского «Динамо», выйдя на поле в стартовом составе, также отличившись своим дебютным забитым голом. Однако из-за неудовлетворительных результатов хорватский клуб постоянно менял тренерский штаб, которые зачастую не видели футболиста одним из основных игроков. В феврале 2023 года футболист покинул клуб, расторгнув контракт. За сезон футболист успел отличиться лишь своим единственным забитым голом. Затем почти год футболист находился без игровой практики, так как приходилось также разрывать отношения и с футбольным агентом.

### «Серветт» (до 21)
В феврале 2024 года футболист на правах свободного агента присоединился к швейцарскому клубу «Серветт» (до 21), подписав контракт до конца сезона. Дебютировал за клуб футболист 18 февраля 2024 года в матче против клуба «Санкт-Галлен» (до 21), выйдя на поле в стартовом составе. Дебютным забитым голом за клуб футболист отличился 17 апреля 2024 года в матче против клуба «Лугано» (до 21). По итогу сезона футболист вместе с швейцарским клубом завершил чемпионат на итоговом последнем месте, в следствии чего тот вылетел в Первую лигу. На протяжении сезона футболист выступал за молодёжную команду швейцарского клуба в роли одного из ключевых игроков, за который успел отличиться 2 забитыми голами. По окончании сезона футболист покинул швейцарский клуб.

### «Арсенал» Дзержинск
В январе 2025 года футболист прибыл на просмотр в дзержинский «Арсенал». В начале февраля 2025 года футболист официально присоединился к белорусскому клубу, подписав контракт до конца сезона. Дебютировал за клуб футболист 16 марта 2025 года в матче против брестского «Динамо», выйдя на поле в стартовом составе. Дебютным забитым голом за клуб отличился 29 июня 2025 года в матче против «Слуцка-2024».

## Международная карьера
В 2019 году футболист выступал за юношескую сборную Швейцарии до 19 лет. Дебютировал за сборную футболист 10 октября 2019 года в товарищеском матче против сборной Словении. За молодёжную сборную Швейцарии до 20 лет футболист дебютировал 7 октября 2020 года в товарищеском матче против сборной Германии.